# Иран на летних Олимпийских играх 1956
Иран принимал участие в Летних Олимпийских играх 1956 года в Мельбурне (Австралия) в четвёртый раз за свою историю и завоевал две золотых, одну бронзовую и две серебряных медали.

## Медалисты
| Медаль  | Спортсмен                | Вид спорта       | Дисциплина                        |
| ------- | ------------------------ | ---------------- | --------------------------------- |
| Золото  | Имам Али Хабиби          | Борьба           | Мужчины, вольная борьба, до 67 кг |
| Золото  | Голамреза Тахти          | Борьба           | Мужчины, вольная борьба, до 87 кг |
| Серебро | Мохаммад Али Ходжастепур | Борьба           | Мужчины, вольная борьба, до 52 кг |
| Серебро | Мохаммад Мехди Ягуби     | Борьба           | Мужчины, вольная борьба, до 57 кг |
| Бронза  | Махмуд Намджу            | Тяжёлая атлетика | Мужчины, до 56 кг                 |